# Указ о престолонаследии (1722)
«Устав. — О наследии престола» был подписан императором Петром I 5 (16) февраля 1722 года. Указ отменял древний обычай передавать престол монарха прямым потомкам по мужской линии и предусматривал назначение престолонаследника по воле монарха. Устав действовал со дня его подписания до 25 июля (5) августа 1727 года и с 17 (28) декабря 1731 года по 4 (15) апреля 1797 года. В дальнейшем Устав именовался указом Петра I о престолонаследии.
Указ явился следствием борьбы Петра I с сыном царевичем Алексеем (вокруг которого группировалась оппозиция). После гибели Алексея в 1718 году Пётр не собирался передавать власть внуку Петру Алексеевичу, опасаясь прихода к власти партии противников реформ, а собрался решать этот вопрос в духе абсолютизма. Пётр ссылался на прецеденты прошлого (назначение Иваном III в наследники сначала Дмитрия Внука, а затем Василия III) и собственный Указ о единонаследии 1714 года. С идеологическим обоснованием такого престолонаследия выступил Феофан Прокопович («Правда воли монаршей»).
С указом Петра связана атмосфера борьбы за престол и дворцовых переворотов, характеризующая русский XVIII век. При этом после смерти Петра его авторитет долгое время был необычайно велик, да и сами претенденты не спешили отменять указ, с помощью которого они сами пришли к власти и на который рассчитывали в дальнейшем. Кроме того, не все российские императоры воспользовались указом Петра и назначили себе наследника. Сам Пётр не успел этого сделать, и после его смерти императрицей была провозглашена его вдова Екатерина I, опиравшаяся на одну из придворных олигархических группировок. Екатерина I своим завещанием назначила преемником великого князя Петра Алексеевича и достаточно подробно обозначила дальнейший порядок престолонаследия (1727). При Петре II, сыне Алексея, экземпляры указа 1722 года и «Правды воли монаршей» изымались. Пётр II скончался, также не оставив завещания, после чего Верховный тайный совет избрал императрицей Анну Иоанновну. Анна Иоанновна в 1731 году возобновила действие указа 1722 года и перед смертью определила преемником Иоанна Антоновича, также подробно описав дальнейшую линию наследования (1740). Свергнувшая Иоанна Елизавета Петровна опиралась в обосновании своих прав на престол на завещание Екатерины I. Через несколько лет наследником Елизаветы был назначен её племянник Пётр Фёдорович (Пётр III), после вступления на престол которого наследником стал его сын Павел Петрович. Однако уже вскоре после этого в результате переворота власть перешла к жене Петра III Екатерине II, ссылавшейся на «волю всех подданных», при этом наследником остался Павел, хотя Екатерина, по ряду данных, рассматривала вариант с лишением его права наследования.
Павел I в день коронации обнародовал Акт о престолонаследии (1797), составленный им и его женой Марией Фёдоровной ещё при жизни Екатерины II. Этот акт, отменявший петровский указ, был принят «дабы наследник был назначен всегда законом самим» по полусалическому наследованию (аналогично австрийской системе). Намерением Павла было исключить в будущем ситуацию отстранения от престола законных наследников и произвола. Однако новые принципы ещё долгое время не воспринимались дворянством и даже членами императорской фамилии. Так, после убийства Павла в 1801 году, его вдова Мария Фёдоровна, соавтор павловского манифеста, восклицала «Я хочу царствовать!». Манифест Александра I о вступлении на престол (позже — также манифесты о присяге Грузии и др.) содержали петровскую формулу «и его императорского величества наследнику, который назначен будет», несмотря на то, что по закону автоматическим наследником Александра был его брат Константин Павлович (который затем тайно отрёкся от этого права, что также противоречило павловскому закону). Стабильным российское престолонаследие стало только после кризиса 1825 года и вступления на престол Николая I.